# افریک اوییشن
افریک اوییشن (به انگلیسی: Afric Aviation) یک شرکت هواپیمایی با کد یاتا L8 است که در ۲۰۱۱ میلادی تأسیس شده‌است. دفتر مرکزی افریک اوییشن در گابن واقع شده‌است و قطب این شرکت هواپیمایی در فرودگاه بین‌المللی پورت-جنتیل قرار دارد.